# مالی چابس
مالی چابس (روسی: Малый Чабес) یک رودخانه در سرزمین پرم کشور روسیه است.